# José Luis López de Silanes
José Luis López de Silanes Busto (Haro, La Rioja, 1946), directivo español, Ingeniero Industrial por la Universidad Politécnica de Madrid y PDD por el IESE.

## Biografía
José Luis López de Silanes es presidente de la Compañía Logística de Hidrocarburos CLH, S.A., desde el 26 de abril de 2005. Asimismo, y desde julio de 2000, es presidente del Consejo Social de la Universidad de La Rioja. También es miembro del Consejo Asesor de la Cátedra UNESCO de Gestión y Política Universitaria de la UPM (Universidad Politécnica de Madrid) y del Consejo Asesor de la Escuela Técnica Superior de Ingenieros Industriales de la Universidad Politécnica de Madrid.
López de Silanes inició su actividad profesional como profesor en la Escuela Técnica Superior de Ingenieros Industriales de la Universidad Politécnica de Madrid, y en 1971 se incorporó a la Compañía Arrendataria del Monopolio de Petróleos (CAMPSA), donde desempeñó diversos puestos como Ingeniero Jefe de Proyectos y Director del Área Técnica.
Durante ese período fue uno de los promotores de la creación de la actual CLH, y dirigió el Plan Estratégico de la compañía para su modernización y transformación en la actual empresa logística.
Tras su paso por CLH, en 1993, fue designado para crear y dirigir la Central de Ingeniería del Grupo Repsol, desde donde, en septiembre de 1996, pasó a formar parte del Comité de Dirección del Grupo Gas Natural, como director general de Aprovisionamiento y Transporte, y director general de Enagás, tareas que desempeñó hasta julio de 1999, cuando fue nombrado Consejero Delegado del Grupo Gas Natural.
Como Consejero Delegado de Gas Natural contribuyó decisivamente a la transformación de esta compañía en un gran grupo energético y de servicios, de ámbito multinacional.

## Galardones
- 'Ingeniero Industrial del Año 2014, concedido por el Colegio Oficial de Ingenieros Industriales de Madrid (COIIM).[1]
- 'Ejecutivo del Año 2014', concedido por la revista Ejecutivos.[2]